# Listă de comune din raionul Fălești
Această listă conține comunele din Raionul Fălești Republica Moldova, cu satele din componența lor. Celulele gri indică localitățile consemnate ca „sat (comună)” în Legea privind organizarea administrativ-teritorială a Republicii Moldova.
| Comuna          | Satul de reședință | Sate componente           |
| --------------- | ------------------ | ------------------------- |
| Albinețul Vechi | Albinețul Vechi    | Albinețul Nou             |
| Albinețul Vechi | Albinețul Vechi    | Albinețul Vechi           |
| Albinețul Vechi | Albinețul Vechi    | Rediul de Jos             |
| Albinețul Vechi | Albinețul Vechi    | Rediul de Sus             |
| —               | —                  | Bocani                    |
| —               | —                  | Catranîc                  |
| Călinești       | Călinești          | Călinești                 |
| Călinești       | Călinești          | Chetriș                   |
| Călinești       | Călinești          | Chetrișul Nou             |
| Călinești       | Călinești          | Hîncești                  |
| Călugăr         | Călugăr            | Călugăr                   |
| Călugăr         | Călugăr            | Frumușica                 |
| Călugăr         | Călugăr            | Socii Noi                 |
| Călugăr         | Călugăr            | Socii Vechi               |
| Ciolacu Nou     | Ciolacu Nou        | Ciolacu Nou               |
| Ciolacu Nou     | Ciolacu Nou        | Ciolacu Vechi             |
| Ciolacu Nou     | Ciolacu Nou        | Făgădău                   |
| Ciolacu Nou     | Ciolacu Nou        | Pocrovca                  |
| Ciolacu Nou     | Ciolacu Nou        | Șoltoaia                  |
| Egorovca        | Egorovca           | Catranîc (loc. st. c. f.) |
| Egorovca        | Egorovca           | Ciuluc                    |
| Egorovca        | Egorovca           | Egorovca                  |
| Făleștii Noi    | Făleștii Noi       | Făleștii Noi              |
| Făleștii Noi    | Făleștii Noi       | Pietrosul Nou             |
| —               | —                  | Glinjeni                  |
| Hiliuți         | Hiliuți            | Hiliuți                   |
| Hiliuți         | Hiliuți            | Răuțelul Nou              |
| Horești         | Horești            | Horești                   |
| Horești         | Horești            | Lucăceni                  |
| Horești         | Horești            | Unteni                    |
| —               | —                  | Ilenuța                   |
| Ișcălău         | Ișcălău            | Burghelea                 |
| Ișcălău         | Ișcălău            | Doltu                     |
| Ișcălău         | Ișcălău            | Ișcălău                   |
| —               | —                  | Izvoare                   |
| Logofteni       | Logofteni          | Logofteni                 |
| Logofteni       | Logofteni          | Moldoveanca               |
| —               | —                  | Mărăndeni                 |
| —               | —                  | Musteața                  |
| Natalievca      | Natalievca         | Beleuți                   |
| Natalievca      | Natalievca         | Comarovca                 |
| Natalievca      | Natalievca         | Ivanovca                  |
| Natalievca      | Natalievca         | Natalievca                |
| Natalievca      | Natalievca         | Popovca                   |
| Natalievca      | Natalievca         | Țapoc                     |
| —               | —                  | Năvîrneț                  |
| Obreja Veche    | Obreja Veche       | Obreja Nouă               |
| Obreja Veche    | Obreja Veche       | Obreja Veche              |
| Pietrosu        | Pietrosu           | Măgura                    |
| Pietrosu        | Pietrosu           | Măgura Nouă               |
| Pietrosu        | Pietrosu           | Pietrosu                  |
| Pînzăreni       | Pînzăreni          | Pînzăreni                 |
| Pînzăreni       | Pînzăreni          | Pînzărenii Noi            |
| —               | —                  | Pîrlița                   |
| Pompa           | Pompa              | Pervomaisc                |
| Pompa           | Pompa              | Pompa                     |
| Pompa           | Pompa              | Suvorovca                 |
| Pruteni         | Pruteni            | Cuzmenii Vechi            |
| Pruteni         | Pruteni            | Drujineni                 |
| Pruteni         | Pruteni            | Pruteni                   |
| Pruteni         | Pruteni            | Valea Rusului             |
| —               | —                  | Răuțel                    |
| Risipeni        | Risipeni           | Bocșa                     |
| Risipeni        | Risipeni           | Risipeni                  |
| Sărata Veche    | Sărata Veche       | Hitrești                  |
| Sărata Veche    | Sărata Veche       | Sărata Nouă               |
| Sărata Veche    | Sărata Veche       | Sărata Veche              |
| Scumpia         | Scumpia            | Hîrtop                    |
| Scumpia         | Scumpia            | Măgureanca                |
| Scumpia         | Scumpia            | Nicolaevca                |
| Scumpia         | Scumpia            | Scumpia                   |
| Taxobeni        | Taxobeni           | Hrubna Nouă               |
| Taxobeni        | Taxobeni           | Taxobeni                  |
| Taxobeni        | Taxobeni           | Vrănești                  |